# Latte (Ventimiglia)
Latte is een plaats (frazione) in de Italiaanse gemeente Ventimiglia.